# Koudougou

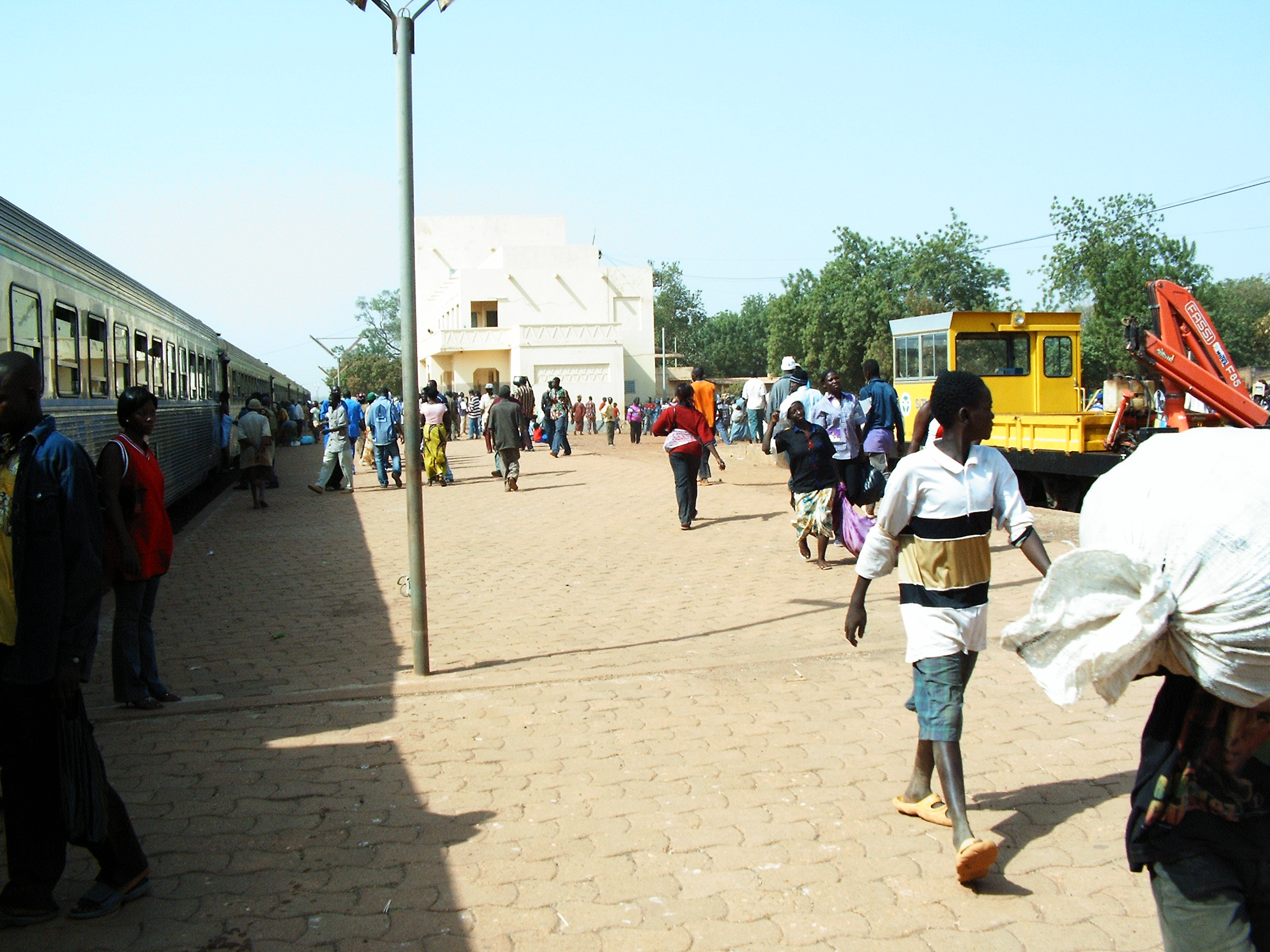
Järnvägsstationen i Koudougou.

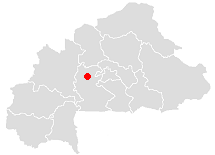
Koudougous läge i Burkina Faso.

Koudougou är en stad och kommun i centrala Burkina Faso och är administrativ huvudort för provinsen Boulkiemdé. Staden är landets tredje största och hade 88 184 invånare vid folkräkningen 2006, med totalt 138 209 invånare i hela kommunen.